# Twix

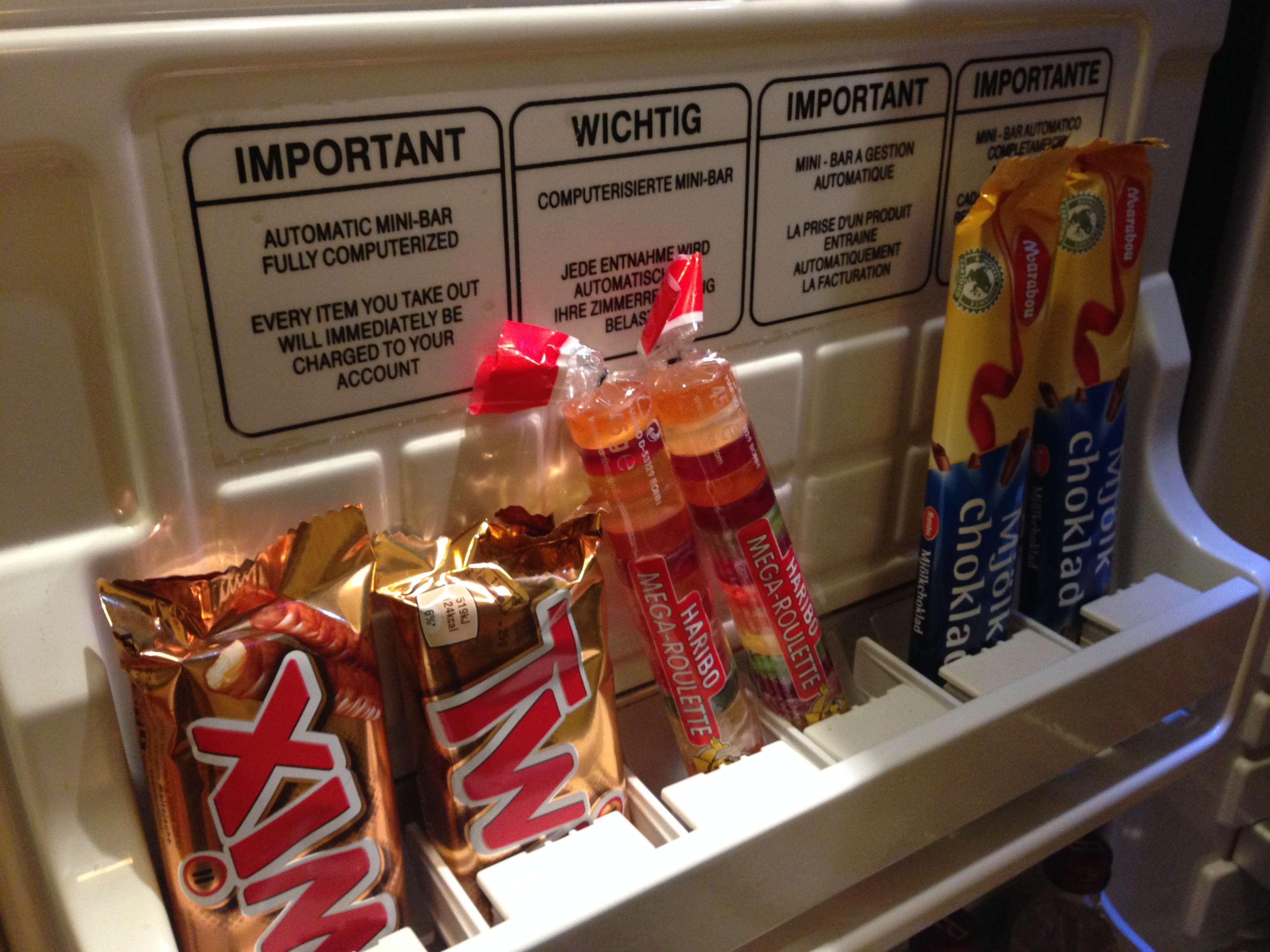
Twix

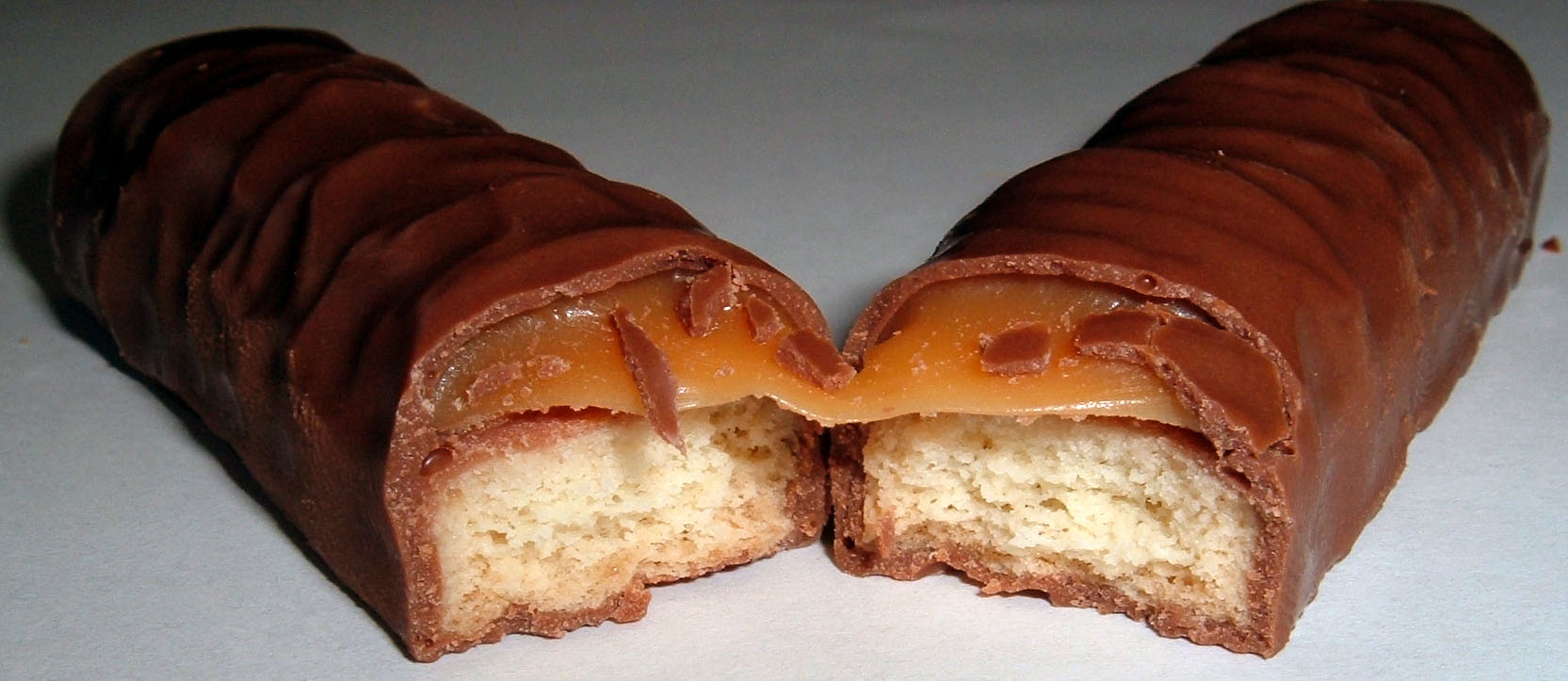
Twix tăiat în jumătate

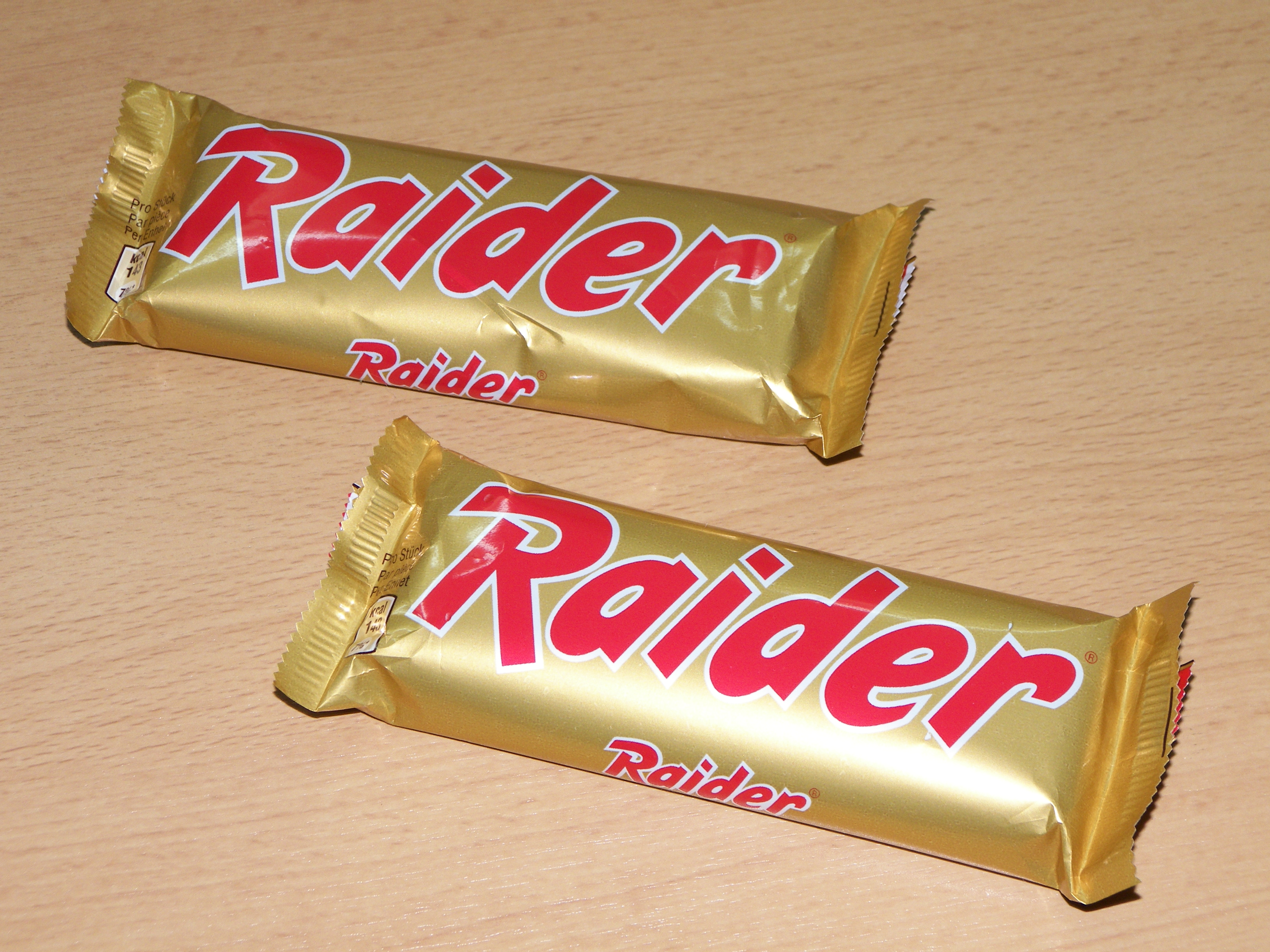
Raider

Twix este un baton de ciocolată produs de Mars, Inc.În compoziția sa intră un biscuit învelit în caramel și ciocolată cu lapte). Batoane Twix sunt ambalate în perechi, deși există și variante cu un singur baton.
A fost produs pentru prima dată în Marea Britanie în 1967, și a fost introdus în Statele Unite în 1979. Twix a purtat numele Raider în Europa pentru mai mulți ani până în 1991 (anul 2000 în Danemarca, Finlanda, Norvegia, Suedia și Turcia), fiind redenumit în Twix pentru a deveni o marcă internațională. Numele Twix vine de la „twin” biscuiți (biscuiți gemeni), sau „twin bix”.

## Legături externe
Materiale media legate de Twix la Wikimedia Commons
- Site web oficial